# António Garrido
António José da Silva Garrido (3 de Dezembro de 1932 – 10 de Setembro de 2014) foi um árbitro de futebol de Portugal.
Foi o primeiro árbitro português do quadro da FIFA. Mediou uma partida no Campeonato Europeu de Futebol de 1980, e uma na Copa do Mundo de 1978. Na Copa de 1982, atuaria em duas partidas, uma delas a disputa pelo terceiro lugar entre Polónia e França.
Arbitrou a partida final da Taça dos Clubes Campeões Europeus de 1979–80 entre Hamburgo e Nottingham Forest.
Foi condecorado em 1983 pelo então presidente português António Ramalho Eanes com o grau de Oficial da Ordem do Infante D. Henrique.